# Каманьяб (деревня)
Каманьяб (африкаанс. Kamanjáb) — деревня, располагающаяся в регионе Кунене, на северо-западе Намибии. В Каманжабе насчитывается около 6012 жителей.
В Каманьябе есть аэродром и несколько отелей. Из Каманьяба осуществляются туристические поездки в Дамараленд и соседний национальный парк Этоша.

## Учебные заведения
- Kamanjab Combined School

## Политика
По результатам партийных выборов в 2010 году приведены следующие результаты:
| Партия                                  | Кол-во голосов | Кол-во голосов (%) |
| --------------------------------------- | -------------- | ------------------ |
| Объединённый Демократический Фронт      | 466            | 49, 05 %           |
| Организация народов Юго-Западной Африки | 456            | 48, 00 %           |
| Партия Демократии и Прогресса           | 012            | 01,26 %            |
| Демократический Альянс Намибии          | 012            | 01,26 %            |
| недействительно                         | 04             | 00,42 %            |
| В целом                                 | 950            | 100 %              |